# Stoke Park
Stoke Park est un parcours de golf privé et un hôtel cinq étoiles, situé à Stoke Poges au Buckinghamshire.

## Histoire
Le bâtiment est construit à Stoke Poges en 1788 par James Wyatt sur un terrain de 300 acres. L'architecture est américaine et ressemble au Capitole des États-Unis de Washington (district de Columbia).
Le bâtiment sert de résidence privée jusqu'en 1908, habitée par Nick "Pa" Lane Jackson, le fondateur du club de football Corinthian Football Club. En 1908 l'architecte Harry Colt créée un parcours de golf.
Le club a accueilli plusieurs tournages de film, dont deux James Bond : Goldfinger en 1964 et Demain ne meurt jamais en 1997. Le Journal de Bridget Jones (film) en 2001, La Plus Belle Victoire et Layer Cake en 2004, Orgueil et Préjugés en 2005. La salle de réception est utilisée pour la scène de combat entre Sean Connery et Goldfinger, joué par Gert Frobe.
En juin 2014, Sir Elton John y réunit 5 000 personnes pour une œuvre de charité et récolte 825,000 £.